# 카이피리냐

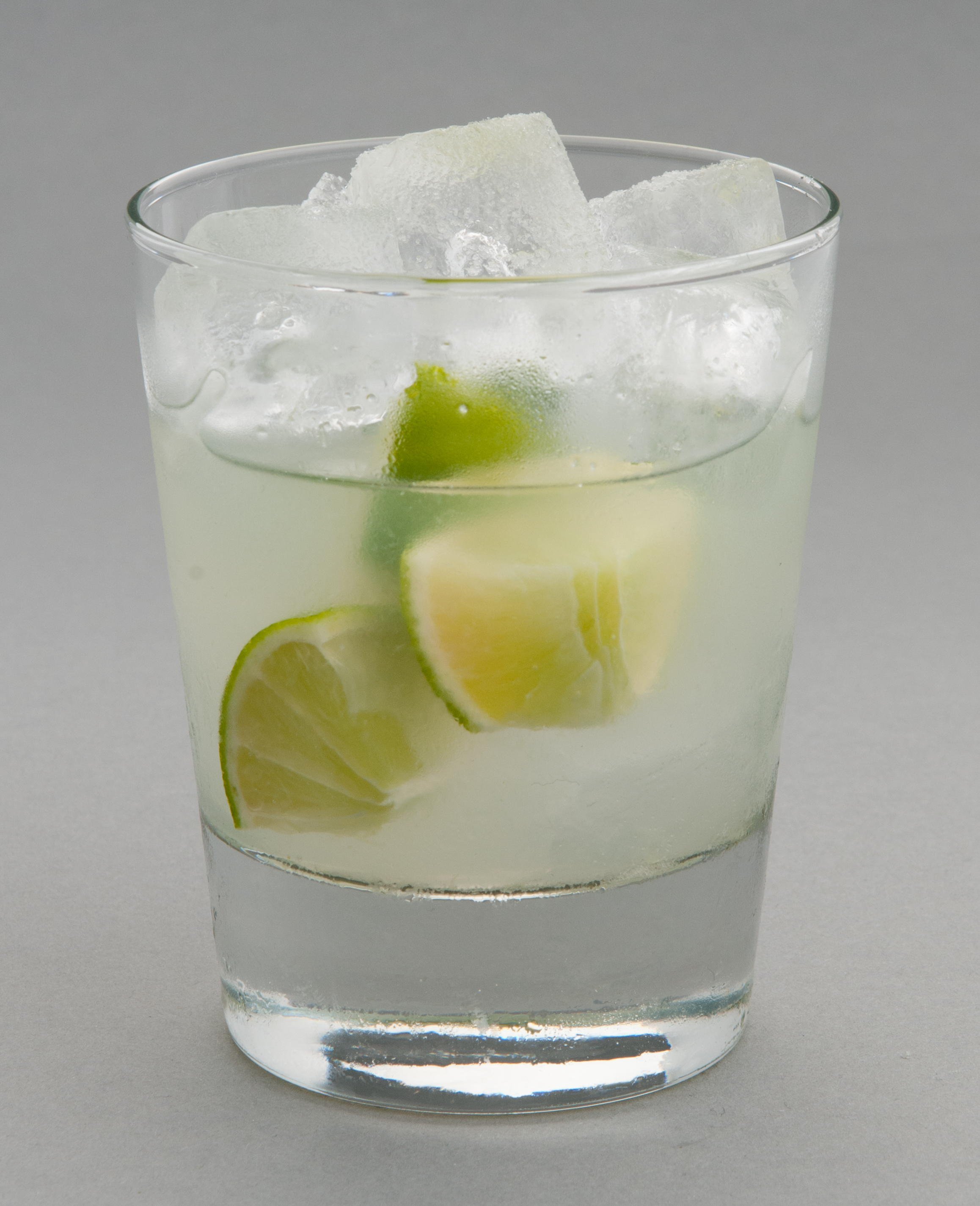
빨대 두 개를 꽂은 카이피리냐 한 컵.

카이피리냐(포르투갈어: Caipirinha, IPA: [kajpiˈɾĩɲɐ])는 브라질의 칵테일이다. 카샤사(cachaça)와 설탕, 라임을 섞어 만든다. 여기서 카샤사는 브라질의 국민 증류주를 말한다. 럼 주와 비슷하게도 카샤사는 사탕수수를 가지고 만든다.

## 같이 보기
- 다이키리
- 그로그
- 모히토
- 사워 (칵테일)